# Themara alkestis
Themara alkestis är en tvåvingeart som först beskrevs av Osten Sacken 1882.  Themara alkestis ingår i släktet Themara och familjen borrflugor. Inga underarter finns listade i Catalogue of Life.